# Luci Ceioni Còmmode (cònsol el 78)
Luci Ceioni Còmmode   (Etrúria, segle I dC - valor desconegut) va ser un magistrat romà. És mencionat als fasti com a cònsol de Roma l'any 78 sota Vespasià. Va ser adoptat per Adrià el 136.